# 馬納爾·謝里夫

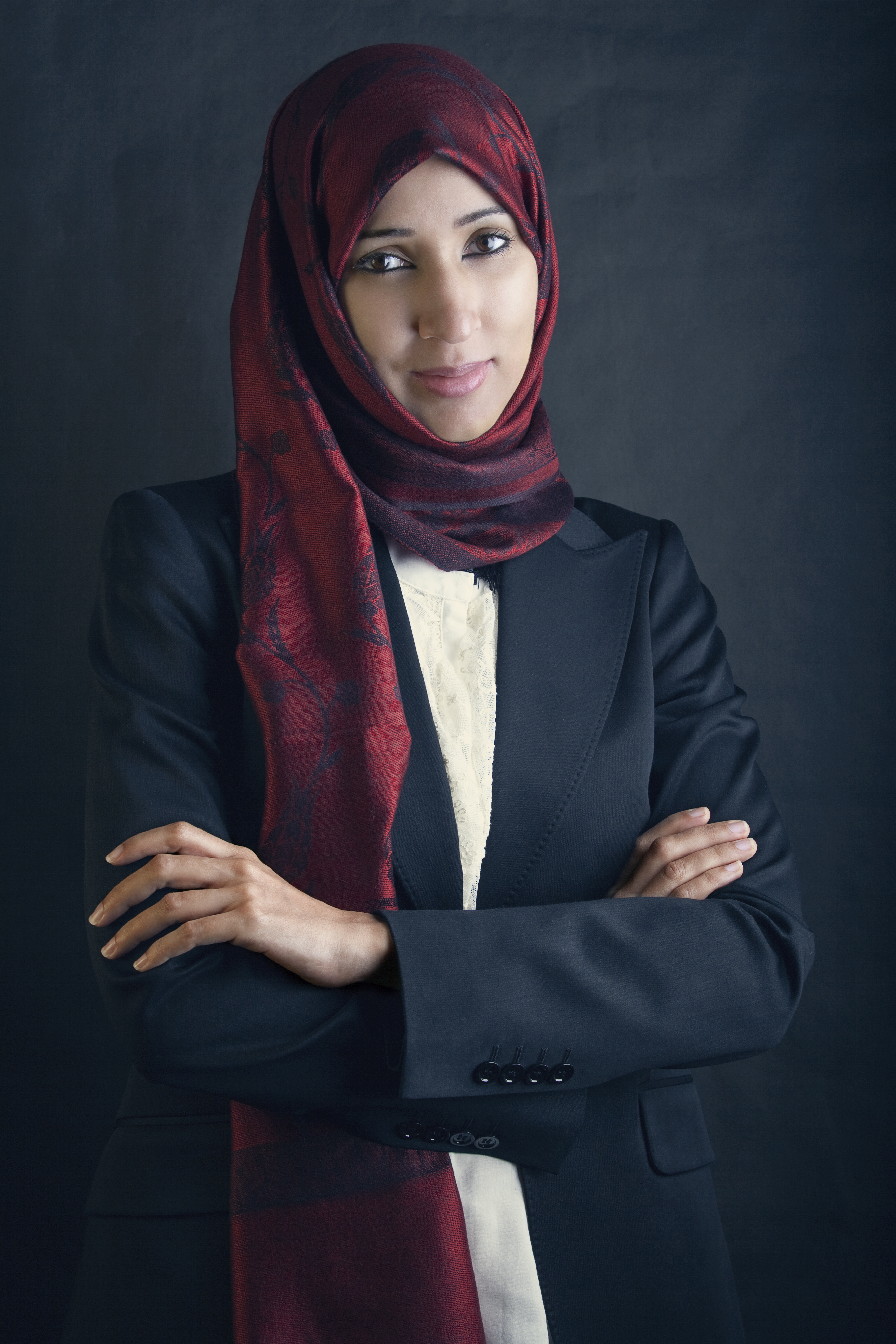
馬納爾鋁謝里夫

马纳尔·谢里夫（阿拉伯语：‎,1979年4月25日）沙特阿拉伯妇女权利活动家。自2011年起，在沙特阿拉伯开展争取妇女权利活动。2011年5月19日，馬納爾謝里夫因為怂恿他人轉發反政府政策的貼文而遭到監禁。